# Damião Ancelmo de Souza
Damião Ancelmo de Souza (* 2. September 1979 in Paulo Jacinto) ist ein brasilianischer Langstreckenläufer.
De Souza war im März 2009 Sieger des Halbmarathons von São Paulo und im April des gleichen Jahres Sieger beim Halbmarathon Linha Verde in Belo Horizonte.
2008 nahm er an den Crosslauf-Weltmeisterschaften in Edinburgh teil.